# Lehtosaaret (ö i Norra Karelen, Pielisen Karjala, lat 63,15, long 30,75)
Lehtosaaret är en ö i Finland. Den ligger i sjön Suomunjärvi och i kommunen Lieksa i den ekonomiska regionen  Pielinen-Karelen  och landskapet Norra Karelen, i den östra delen av landet, 400 km nordost om huvudstaden Helsingfors. Öns area är 3,3 hektar och dess största längd är 410 meter i sydöst-nordvästlig riktning.  Notera att namnet antyder att det är fråga om flera öar.